# Oekraïne op de Olympische Winterspelen 1994
Tijdens de Olympische Winterspelen van 1994, die in Lillehammer (Noorwegen) werden gehouden, nam Oekraïne voor de eerste keer deel.

## Medailleoverzicht
| Sport       | Olympiër         | Discipline | Medaille |
| ----------- | ---------------- | ---------- | -------- |
| Kunstrijden | Oksana Baiul     | vrouwen    | Goud     |
| Biatlon     | Valentyna Tserbe | 7,5 km (v) | Brons    |

## Deelnemers en resultaten
(m) = mannen, (v) = vrouwen 

### Alpineskiën
| Olympiër             | Discipline       | Resultaat | Prestatie                                                        |
| -------------------- | ---------------- | --------- | ---------------------------------------------------------------- |
| Olha Lohinova        | afdaling (v)     | 37e       | 1.43,07 (+7,14)                                                  |
| Olha Lohinova        | super g (v)      | 40e       | 1.30,00 (+7,85)                                                  |
| Olha Lohinova        | reuzenslalom (v) | dns-2     | niet gestart run 2 1.26,78+dns                                   |
| Olha Lohinova        | slalom (v)       | dq-2      | diskwalificatie run 2 1.03,49+dq                                 |
| Olha Lohinova        | combinatie (v)   | 18e       | 3.19,43 (+14,27) afdaling: 1.33,29 slalom: 1.46,14 (54,26+51,88) |
| Chrystyna Podroesjna | afdaling (v)     | 42e       | 1.46,96 (+11,03)                                                 |
| Chrystyna Podroesjna | combinatie (v)   | dnf-s1    | opgave slalom run 1 afdaling: 1.35,21                            |

### Biatlon
| Olympiër                                                            | Discipline             | Resultaat | Prestatie |
| ------------------------------------------------------------------- | ---------------------- | --------- | --- |
| Toras Dolny                                                         | 10 km (m)              | 18e       | 30.16,6 (+2.09,6) pen.: 1 (1 + 0)                                                                                           |
| Toras Dolny                                                         | 20 km (m)              | 12e       | 59.51,1 (+2.25,8) pen.: 3 (0 + 1 + 0 + 2)                                                                                   |
| Valentyn Dzjima                                                     | 10 km (m)              | 40e       | 31.31,8 (+3.24,8) pen.: 3 (1 + 2)                                                                                           |
| Ivan Maksymov                                                       | 10 km (m)              | 47e       | 31.52,7 (+3.45,7) pen.: 5 (2 + 3)                                                                                           |
| Vitali Mohilenko                                                    | 20 km (m)              | 26e       | 1:01.07,7 (+4.42,4) pen.: 3 (1 + 0 + 1 + 1)                                                                                 |
| Roman Zvonkov                                                       | 20 km (m)              | 14e       | 1:00.06,8 (+3.41,5) pen.: 0 (0 + 0 + 0 + 0)                                                                                 |
| Team Vitali Mohilenko Toras Dolny Valentyn Dzjima Roman Zvonkov     | 4x7,5 km estafette (m) | 15e       | 1:35.48,0 (+5.25,9) pen.: 4 24.28,5 pen.: 2 (0 + 2) 23.55,1 pen.: 1 (1 + 0) 23.55,8 pen.: 1 (0 + 1) 23.28,6 pen.: 0 (0 + 0) |
|                                                                     |                        |           | |
| Nadija Billova                                                      | 15 km (v)              | 13e       | 54.44,3 (+2.37,7) pen.: 3 (1 + 0 + 1 + 1)                                                                                   |
| Olena Petrova                                                       | 15 km (v)              | dnf       | opgave |
| Maryna Skolota                                                      | 7,5 km (v)             | 33e       | 28.11,3 (+2.02,5) pen.: 3 (2 + 1)                                                                                           |
| Valentyna Tserbe                                                    | 7,5 km (v)             | Brons     | 26.10,0 (+1,2) pen.: 0 (0 + 0)                                                                                              |
| Olena Ohoertsova                                                    | 7,5 km (v)             | 14e       | 27.06,8 (+58,0) pen.: 2 (1 + 1)                                                                                             |
| Olena Ohoertsova                                                    | 15 km (v)              | 12e       | 54.40,4 (+2.33,8) pen.: 4 (0 + 1 + 2 + 1)                                                                                   |
| Team Valentyna Tserbe Maryna Skolota Olena Petrova Olena Ohoertsova | 4x7,5 km estafette (v) | 5e        | 1:54.26,5 (+7.07,0) pen.: 3 27.59,6 pen.: 0 (0 + 0) 30.14,2 pen.: 2 (1 + 1) 28.25,4 pen.: 0 (0 + 0) 27.47,3 pen.: 1 (1 + 0) |

### Bobsleeën
| Olympiër                                                           | Discipline               | Resultaat | Prestatie                                       |
| ------------------------------------------------------------------ | ------------------------ | --------- | ----------------------------------------------- |
| Oleksij Zjoekov Oleksandr Bortjoek                                 | 2-mansbob (m) Oekraïne I | 32e       | 3.38,74 (+7,93) (54,71 / 54,64 / 54,78 / 54,61) |
| Oleksij Zjoekov Andrij Petoechov Vasyl Lantoech Oleksandr Bortjoek | 4-mansbob (m) Oekraïne I | 27e       | 3.35,32 (+7,54) (53,61 / 53,75 / 53,99 / 53,97) |

### Freestyleskiën
| Olympiër            | Discipline  | Resultaat | Prestatie                           |
| ------------------- | ----------- | --------- | ----------------------------------- |
| Serhij Boet         | aerials (m) | 16e       | dnq (kwalificatie: 171,19 p.)       |
| Natalija Sjertsneva | aerials (v) | 5e        | 154,88 p. (kwalificatie: 147,78 p.) |
| Inna Palijenko      | aerials (v) | 11e       | 135,28 p. (kwalificatie: 146,18 p.) |

### Kunstrijden
| Olympiër                                | Discipline | Resultaat | Prestatie                                                 |
| --------------------------------------- | ---------- | --------- | --------------------------------------------------------- |
| Viktor Petrenko                         | mannen     | 4e        | 8,5 p. (korte kür: 9 - lange kür: 4)                      |
| Oksana Baiul                            | vrouwen    | Goud      | 2,0 p. (korte kür: 2 - lange kür: 1)                      |
| Olena Ljasjenko                         | vrouwen    | 19e       | 27,5 p. (korte kür: 17 - lange kür: 19)                   |
| Ljoedmyla Ivanova                       | vrouwen    | 22e       | 32,5 p. (korte kür: 19 - lange kür: 23)                   |
| Elena Beloesovskaja Ihor Maljar         | paarrijden | 16e       | 24,5 p. (korte kür: 17 - lange kür: 16)                   |
| Iryna Romanova Ihor Jarosjenko          | ijsdansen  | 7e        | 14,0 p. (verpl.1: 7 - verpl.2: 7 - org.: 7 - vrij: 7)     |
| Svitlana Tsjernikova Oleksandr Sosnenko | ijsdansen  | 19e       | 38,0 p. (verpl.1: 19 - verpl.2: 19 - org.: 19 - vrij: 19) |

### Langlaufen
| Olympiër        | Discipline                   | Resultaat | Prestatie                            |
| --------------- | ---------------------------- | --------- | ------------------------------------ |
| Iryna Taranenko | 5 km klassiek (v)            | 29e       | 15.46,0 (+1.37,2)                    |
| Iryna Taranenko | 15 km vrije stijl (v)        | 27e       | 45.19,1 (+5.34,6)                    |
| Iryna Taranenko | 30 km klassiek (v)           | 20e       | 1:31.26,5 (+5.44,9)                  |
| Iryna Taranenko | achtervolging 5 km+10 km (v) | 20e       | +3.08,1 (5 km:15.46 + 10 km:29.00,2) |

### Noordse combinatie
| Olympiër          | Discipline      | Resultaat | Prestatie                                  |
| ----------------- | --------------- | --------- | ------------------------------------------ |
| Dmytro Prosvirnin | individueel (m) | 16e       | +5.56,9 — schans: 208,5 p — 15 km: 40.48,8 |

### Rodelen
| Olympiër                      | Discipline | Resultaat | Prestatie                                             |
| ----------------------------- | ---------- | --------- | ----------------------------------------------------- |
| Natalija Jakoesjenko          | vrouwen    | 8e        | 3.17,378 (+1,861) (49,233 / 49,304 / 49,413 / 49,428) |
| Ihor Oerbanski Andrij Moechin | dubbel     | 8e        | 1.37,691 (+0,971) (48,728 / 48,963)                   |

### Schaatsen
| Olympiër         | Discipline | Resultaat | Prestatie        |
| ---------------- | ---------- | --------- | ---------------- |
| Oleh Kostromitin | 500 m (m)  | 23e       | 37,50 (+1,17)    |
| Oleh Kostromitin | 1000 m (m) | 33e       | 1.15,95 (+3,52)  |
| Joeri Sjoelga    | 1500 m (m) | 10e       | 1.54,28 (+2,99)  |
| Joeri Sjoelga    | 5000 m (m) | 21e       | 6.59,32 (+24,36) |

### Schansspringen
| Olympiër         | Discipline                     | Resultaat | Prestatie                                        |
| ---------------- | ------------------------------ | --------- | ------------------------------------------------ |
| Vasyl Hrybovytsj | normale schans individueel (m) | 56e       | 102,0 punten 56,0 p. (64,0 m) + 46,0 p. (59,0 m) |
| Vasyl Hrybovytsj | grote schans individueel (m)   | 52e       | 83,1 punten 40,8 p. (81,0 m) + 42,3 p. (81,0 m)  |

Amerikaanse Maagdeneilanden · Amerikaans-Samoa · Andorra · Argentinië · Armenië · Australië · België · Bermuda · Bosnië en Herzegovina · Brazilië · Bulgarije · Canada · Chili · China · Chinees Taipei · Cyprus · Denemarken · Duitsland · Estland · Fiji · Finland · Frankrijk · Georgië · Griekenland · Groot-Brittannië · Hongarije · IJsland · Israël · Italië · Jamaica · Japan · Kazachstan · Kirgizië · Kroatië · Letland · Liechtenstein · Litouwen · Luxemburg · Mexico · Moldavië · Monaco · Mongolië · Nederland · Nieuw-Zeeland · Noorwegen · Oekraïne · Oezbekistan · Oostenrijk · Polen · Portugal · Puerto Rico · Roemenië · Rusland · San Marino · Senegal · Slovenië · Slowakije · Spanje · Trinidad en Tobago · Tsjechië · Turkije · Verenigde Staten · Wit-Rusland · Zuid-Afrika · Zuid-Korea · Zweden · Zwitserland